# Sassendorf (Zapfendorf)
Sassendorf ist ein Gemeindeteil des Marktes Zapfendorf im oberfränkischen Landkreis Bamberg in Bayern.

## Geografie
Das Kirchdorf hat etwa 280 Einwohner und liegt auf einer Höhe von etwa 370 Metern. Nachbarorte sind Lauf (ca. 2 km, Markt Zapfendorf), Zapfendorf (ca. 3,5 km) und Hohengüßbach (ca. 1 km, Gemeinde Breitengüßbach). Sassendorf ist im Westen und Osten von Wald umgeben, nur im Süden und Norden befinden sich landwirtschaftlich genutzte Flächen. Sassendorf liegt südlich von Zapfendorf und nördlich von Breitengüßbach. Ein Windrad steht ca. einen Kilometer westlich der Ortschaft.

## Geschichte
Wann Sassendorf gegründet wurde, ist ungewiss. Möglicherweise ist der Ort eine Gründung der Sachsen, die von Karl dem Großen besiegt wurden. Im Jahre 1907 wurde ein neues Schulgebäude errichtet, im Jahre 1908 eine Ortskapelle.
Am 1. Juli 1972 wurde die Gemeinde in den Markt Zapfendorf eingegliedert.

## Sportverein
Der Fußballverein SV Blau-Weiß Sassendorf spielt in der A-Klasse Bamberg, der zweitniedrigsten Klasse im deutschen Fußball. Der neue Sportplatz des Vereins befindet sich am Ortsrand.